# Salto de esqui nos Jogos Olímpicos de Inverno de 2014 - Pista longa por equipes masculinas
A competição por equipes masculinas em pista longa do salto de esqui nos Jogos Olímpicos de Inverno de 2014 foi disputada no Centro de Saltos RusSki Gorki, na Clareira Vermelha, em Sóchi, no dia 17 de fevereiro.

## Medalhistas
|  | GER Alemanha                                                |  | AUT Áustria                                                              |  | JPN Japão                                            |
|  | Andreas Wank Marinus Kraus Andreas Wellinger Severin Freund |  | Michael Hayböck Thomas Morgenstern Thomas Diethart Gregor Schlierenzauer |  | Reruhi Shimizu Taku Takeuchi Daiki Ito Noriaki Kasai |

## Resultados
|                   |                        |                                                                                      | 1ª fase                       | 1ª fase                       | 1ª fase | Fase final                    | Fase final                    | Fase final | Total                          |
| Pos.              | Bib                    | País                                                                                 | Distância (m)                 | Pontos                        | Pos.    | Distância (m)                 | Pontos                        | Pos.       | Pontos                         |
| ----------------- | ---------------------- | ------------------------------------------------------------------------------------ | ----------------------------- | ----------------------------- | ------- | ----------------------------- | ----------------------------- | ---------- | ------------------------------ |
| Medalha de ouro   | 11 11–1 11–2 11–3 11–4 | GER Alemanha Andreas Wank Marinus Kraus Andreas Wellinger Severin Freund             | 533.0 132.0 136.5 133.0 131.5 | 519.0 123.2 136.1 125.3 134.4 | 1       | 528.0 128.0 134.5 131.0       | 522.1 125.5 132.0 133.9 130.7 | 2          | 1041.1 248.7 268.1 259.2 265.1 |
| Medalha de prata  | 12 12–1 12–2 12–3 12–4 | AUT Áustria Michael Hayböck Thomas Morgenstern Thomas Diethart Gregor Schlierenzauer | 527.5 134.0 129.0 136.0 128.5 | 516.5 127.7 124.3 136.0 128.5 | 2       | 528.0 130.0 133.5 132.5 132.0 | 521.9 130.4 129.9 130.2 131.4 | 3          | 1038.4 258.1 254.2 266.2 259.9 |
| Medalha de bronze | 8 8–1 8–2 8–3 8–4      | JPN Japão Reruhi Shimizu Taku Takeuchi Daiki Ito Noriaki Kasai                       | 524.0 132.5 127.0 130.5 134.0 | 507.5 127.8 117.9 130.3 131.5 | 3       | 527.5 131.5 130.0 132.0 134.0 | 517.4 132.6 120.5 127.0 137.3 | 4          | 1024.9 260.4 238.4 257.3 268.8 |
| 4                 | 9 9–1 9–2 9–3 9–4      | POL Polônia Maciej Kot Piotr Żyła Jan Ziobro Kamil Stoch                             | 513.5 131.5 121.0 130.5       | 489.2 125.0 107.2 127.8 129.2 | 4       | 529.0 129.0 132.0 133.0 135.0 | 522.6 126.8 126.3 129.7 139.8 | 1          | 1011.8 251.8 233.5 257.5 269.0 |
| 5                 | 10 10–1 10–2 10–3 10–4 | SLO Eslovênia Jurij Tepeš Robert Kranjec Jernej Damjan Peter Prevc                   | 515.0 133.0 120.5 128.0 133.5 | 488.2 127.1 103.9 119.5 137.7 | 5       | 524.0 126.5 131.0 130.5 136.0 | 507.4 121.2 121.9 125.3 139.0 | 5          | 995.6 248.3 225.8 244.8 276.7  |
| 6                 | 7 7–1 7–2 7–3 7–4      | NOR Noruega Anders Bardal Anders Fannemel Anders Jacobsen Rune Velta                 | 511.0 137.5 129.5 119.0 125.0 | 486.0 137.7 123.4 111.5 113.4 | 6       | 522.0 133.0 130.5 125.5       | 504.7 134.8 125.4 125.8 118.7 | 6          | 990.7 272.5 248.8 237.3 232.1  |
| 7                 | 6 6–1 6–2 6–3 6–4      | CZE República Checa Jakub Janda Antonín Hájek Roman Koudelka Jan Matura              | 504.0 131.0 128.0 122.5       | 476.0 123.3 121.4 122.1 109.2 | 7       | 516.5 127.5 131.0 130.5 127.5 | 491.8 121.6 126.1 118.0       | 7          | 967.8 244.9 247.5 248.2 227.2  |
| 8                 | 5 5–1 5–2 5–3 5–4      | FIN Finlândia Anssi Koivuranta Jarkko Määttä Olli Muotka Janne Ahonen                | 505.5 129.5 128.5 123.0 124.5 | 461.5 120.8 117.1 113.2 110.4 | 8       | 512.0 130.0 124.0 126.0 132.0 | 481.3 126.5 110.5 114.1 130.2 | 8          | 942.8 247.3 227.6 227.3 240.6  |
| 9                 | 4 4–1 4–2 4–3 4–4      | RUS Rússia Ilmir Hazetdinov Alexey Romashov Dimitry Vassiliev Denis Kornilov         | 487.5 121.0 124.5 123.5 118.5 | 422.3 102.1 108.5 113.2 98.5  | 9       | —                             | —                             | —          | 422.3 102.1 108.5 113.2 98.5   |
| 10                | 2 2–1 2–2 2–3 2–4      | USA Estados Unidos Peter Frenette Nick Fairall Anders Johnson Nicholas Alexander     | 479.0 113.0 120.5 119.0 126.5 | 402.5 84.2 102.0 101.9 114.4  | 10      | —                             | —                             | —          | 402.5 84.2 102.0 101.9 114.4   |
| 11                | 1 1–1 1–2 1–3 1–4      | KOR Coreia do Sul Kang Chil-ku Kim Hyun-ki Choi Heung-chul Choi Seo-woo              | 476.5 116.5 126.0 117.0       | 402.0 91.2 113.5 99.5 97.8    | 11      | —                             | —                             | —          | 402.0 91.2 113.5 99.5 97.8     |
| 12                | 3 3–1 3–2 3–3 3–4      | CAN Canadá Trevor Morrice Dusty Korek Matthew Rowley MacKenzie Boyd-Clowes           | 488.0 117.5 121.5 125.5 123.5 | 399.2 94.3 102.6 94.7 107.6   | 12      | —                             | —                             | —          | 399.2 94.3 102.6 94.7 107.6    |

Legenda
| Recorde mundial      | Recorde mundial (World record)               |                       | Recorde africano                      | Recorde africano (African) |                                           | Q | Classificado por posição (Qualified) |
| Recorde olímpico     | Recorde olímpico (Olympic record)            | Recorde da América    | Recorde da América (Americas)         | q                          | Classificado por melhor tempo (Qualified) |   |                                      |
| Melhor marca do ano  | Melhor marca do ano (World leading)          | Recorde asiático      | Recorde asiático (Asian)              | DNS                        | Não largou (Did not start)                |   |                                      |
| Recorde nacional     | Recorde nacional (National record)           | Recorde europeu       | Recorde europeu (European)            | DNF                        | Não terminou (Did not finish)             |   |                                      |
| Recorde pessoal      | Recorde pessoal do atleta (Personal best)    | Recorde da Oceania    | Recorde da Oceania (Oceania)          | DSQ / DQ                   | Desclassificado (Disqualified)            |   |                                      |
| Recorde da temporada | Recorde da temporada do atleta (Season best) | Recorde sul-americano | Recorde sul-americano (South America) | NM                         | Sem marca (No mark)                       |   |                                      |